# Ismeri a szandi mandit?
Az Ismeri a szandi mandit? 1969-ben bemutatott magyar filmszatíra, rendezője  Gyarmathy Lívia, főszereplői Schütz Ila, Soós Edit, Kállai Ferenc, Schubert Éva, Kiss Manyi, Dajka Margit, Agárdy Gábor és Sztankay István.

## Rövid történet
A szatirikus hangvételű film egy modern mintalétesítményben játszódik. A középiskolás Juli a nyári szünetben abba a vegyi üzembe megy gyakorlatra, ahol apja dolgozik. Juli a saját bőrén is megtapasztalja, hogy az emberek buzgó lelkesedéssel foglalkoznak minden termelésen kívüli dologgal. A fiatal férfiak a nőket kukkolják a mosdóban, a főmérnök a kistévéjével bíbelődik, az öreg portás fikuszokat fuvaroz biciklijén, az igazgató fő szenvedélye a „társadalmi munkában végzett” hajómodellezés. Úgy látszik, leginkább a portásnő uralkodik itt, aki a helyes kapalendítés metódusán keresztül tanítja a lányokat a munkamorálra...

## Szereplők
- Juli – Schütz Ila
- Piroska – Soós Edit
- főmérnök – Kállai Ferenc
- a főmérnök felesége – Schubert Éva
- Sáfrányné, portásnő – Kiss Manyi
- Piroska anyja – Dajka Margit
- cukrász – Agárdy Gábor
- Olajos – Sztankay István
- Szabó, mérnök –  Szabó László
- igazgató – Téri Árpád
- titkárnő – Dudás Mária
- művezető – Fonyó József
- Bernáthné – Bakó Márta
- Rakaca – Hável László
- a munkás felesége – Nagy Anna
- Juli apja – Szabó Árpád
- balesetvédelmis  – Gyenge Árpád

## A film készítői mondták
Gyarmathy Lívia:

„… filmünk elsősorban a helyzetek filmje. A két női főszereplő, a tizenhatéves gimnazista Júlia, és az elvonókúrát megjárt, sok munkahelyről kikopott harminc körüli vörös hajú nő, aki jó munkaerő, mégis mindenütt zavar támad körülötte, valójában csak arra szolgál, hogy rajtuk keresztül egy közeget mutathassunk be. Egy üzem, egy modern vegyipari gyár közegét, amelybe ez a két idegen belecseppen, és amelyet mi kicsit ironikusan, kicsit belülről szeretnénk bemutatni. Minthogy magam is évekig dolgoztam, mint vegyészmérnök, üzemben, közel áll hozzám ez a környezet, ez a világ, az üzemi élet apró örömei és bosszúságai, sztereotípiái, és az ebből fakadó kisebb-nagyobb konfliktusok …A film stílusát tekintve Tati a példakép, de mi lényegesen kevésbé szándékozunk absztrahálni a helyszínt, stilizálni a figurákat, mint ahogy azt Tati teszi… ”

Böszörményi Géza:

„A színhely, ahol forgatunk, a százhalombattai olajfinomító új üzemrésze lesz. Magam is vegyészmérnök vagyok, de nemcsak mint műszaki embert, hanem mint egyszerű szemlélődőt is lenyűgözött ez a hatalmas, impozánsan modern üzem.”

## Díjak, elismerések
Gyarmathy Lívia első játékfilmje az MMA tagok által megszavazott 53 legértékesebb magyar film egyike.
- 53 magyar film (2012)